# Pilvernier
 (août 2014).
Si vous disposez d'ouvrages ou d'articles de référence ou si vous connaissez des sites web de qualité traitant du thème abordé ici, merci de compléter l'article en donnant les références utiles à sa vérifiabilité et en les liant à la section « Notes et références ».
Pilvernier est un hameau situé sur le territoire des communes françaises de Gironville et Mondreville (département de Seine-et-Marne) et sur le territoire de la commune de Sceaux-du-Gâtinais (département du Loiret).

## Lieux-dits et écarts
Un lieu-dit appelé la Curée a donné son nom à la route de la curée.

## Histoire
Pilvernier était anciennement un hôpital qui dépendait certainement de la commanderie de Beauvais-en-Gâtinais. 
En 1179, l'ordre hospitalier de Saint-Jean de Jérusalem possédait à Pilvernier la dîme du lieu, comme on le voit dans un bail à rente perpétuelle fait cette année-là par l'abbé du couvent de Fossé à frère Anselme, premier prieur de l'Hôpital en France, de la dîme que le dit abbé et ses religieux avaient à « Puyshyverner », à Fessard et au Tremblay, moyennant une redevance annuelle de trois muids de grain, moitié blé, moitié orge.
En 1290, dans une charte du Garde-Scel de la prévôté de Château-Landon portant donation par Alice, dite la Maçonne de Barville, aux frères de « l'Hospital de Puysiverner », de son propre corps et de ses biens, avec promesse de faire au plus tôt son entrée en la maison dudit Hôpital, pour y vivre selon les règles de la religion.
Au XIVe siècle, la guerre avait tellement ruiné le domaine de Pilvernier, que Guillaume de Munte, lieutenant du Grand-Prieur de France, considérant le mauvais état où cette maison se trouvait, en donna l'administration à frère Regnault Guerry, commandeur d'Étampes, moyennant deux florins seulement de redevance.
Il y avait à Pilvernier plus de mille arpents de terre ; mais ces terres, d'une nature agreste et sauvage, étaient d'un produit presque nul. Le Roi Louis XI étant venu chasser le cerf dans cette contrée, trouva le domaine de l'Hôpital tout à fait de son goût pour en faire un rendez-vous de chasse. Il demanda à en faire l'acquisition ; ce qui lui fut accordé, car on ne pouvait rien refuser au Roi. Pilvernier fut donc vendu le 6 mars 1474, moyennant une rente annuelle et perpétuelle de cinquante livres, que Louis XI constitua au profit de l'Hôpital, à prendre chaque année, sur le revenu des trois moulins de la rivière d'Étampes, appelés les moulins de Dernetan, du Sablon et de Chauffour.
En 1484, le Commandeur ne pouvait plus se faire payer de cette rente, par suite du refus que lui opposaient les seigneurs de Châtillon et de Narbonne, à qui Louis XI avait donné tout le revenu du comté d'Étampes.
Le Commandeur se rendit près du Roi pour se plaindre. Celui-ci, après l'avoir écouté, lui aurait dit de reprendre son domaine de Pilvernier. Mais le Commandeur s'étant adressé au fils du Roi, quand il passait à Montargis, ce prince déclara qu'il désirait conserver pour lui Pilvernier, et fit compter immédiatement au Commandeur mille livres tournois, pour le remboursement de la rente qu'il réclamait.
Les Hospitaliers de l'ordre de Saint-Jean de Jérusalem, possédaient au XIIIe siècle, à Château-Landon, une maison qui dépendait de leur Hôpital de Pilvernier. Cette maison, située dans la rue Saint-Pèlerin, « in vico sancti Peregrini », jouxtant la ruelle dite la Quatresse, leur avait été donnée par un nommé Adam de Lalleu, « de Allodio », bourgeois de Château-Landon, « de Castro Nantonis », par des lettres expédiées sous le scel de l'official de Sens, de l'année 1278.
Il existait autrefois trois fermes : les Vanneaux créée fin XVIIIe siècle par la famille Miger de Gironville, les deux autres, Saint-Pierre et l'Avenir datent quant à elles du XIXe siècle.